# 23865 Karlsorensen
23865 Karlsorensen este un asteroid din centura principală de asteroizi.

## Descriere
23865 Karlsorensen este un asteroid din centura principală de asteroizi. A fost descoperit pe 14 septembrie 1998 la Socorro, New Mexico, în cadrul proiectului LINEAR. Asteroidul prezintă o orbită caracterizată de o semiaxă mare de 2,67 ua, o excentricitate de 0,06 și o înclinație de 2,5° în raport cu ecliptica.